# FC Admira Wacker Mödling
FC Admira Wacker Mödling (normalt bare kendt som Admira Wacker) er en østrigsk fodboldklub fra byen Mödling. Klubben spiller i  Bundesliga, og har hjemmebane på BSFZ-Arena. Klubben blev grundlagt i 1905.